# Noordrijn-Westfalen
Noordrijn-Westfalen (NRW), (Duits: Nordrhein-Westfalen; IPA: ˈnɔʁtʁaɪ̯n vɛstˈfaːlən), is een deelstaat (Bundesland) in het westen van de Bondsrepubliek Duitsland. De hoofdstad (Landeshauptstadt) is Düsseldorf. Met 17.925.570 inwoners (31 december 2020) op 34.112,44 km² is het qua inwonertal de eerste en qua oppervlakte de vierde deelstaat van Duitsland. Op 31 december 2020 had 15,36% van de inwoners een niet-Duits staatsburgerschap (2.753.530 niet-Duitsers) en hadden 69.745 inwoners het Nederlandse staatsburgerschap.

## Geografie
| Rivier | Lengte in NRW | Lengte in Duitsland | Lengte in Duitsland |
| Rivier | Lengte in NRW | Totaal              | Bevaarbaar          |
| ------ | ------------- | ------------------- | ------------------- |
| Rijn   | 226 km        | 865 km              | 716 km              |
| Ruhr   | 214 km        | 214 km              | 41 km               |
| Lippe  | 213 km        | 213 km              | –                   |
| Eems   | 163 km        | 331 km              | 220 km              |
| Roer   | 131 km        | 131 km              | –                   |
| Wupper | 124 km        | 124 km              | –                   |
| Wezer  | 115 km        | 436 km              | 436 km              |
| Sieg   | 109 km        | 150 km              | –                   |
| Niers  | 109 km        | 109 km              | –                   |
| Erft   | 104 km        | 104 km              | –                   |
| Eder   | 42 km         | 135 km              | –                   |

Noordrijn-Westfalen grenst aan België (provincie Luik), Nederland (provincies Limburg, Gelderland en Overijssel) en de Duitse deelstaten Nedersaksen, Hessen en Rijnland-Palts. Noordrijn-Westfalen is met een oppervlakte van 34.112,44 km² kleiner dan Nederland en net iets groter dan België. De lengte van de deelstaatgrens bedraagt 1.662 kilometer. Daarin hebben de volgende landen en deelstaten een aandeel:
- België: 99 km
- Nederland: 395 km
- Nedersaksen: 583 km
- Hessen: 272 km
- Rijnland-Palts: 312 km

De belangrijkste rivier van de deelstaat is de Rijn waaraan de grootste twee steden van de deelstaat liggen: het door de Romeinen gestichte Keulen, in de middeleeuwen de grootste stad van Duitsland, en Düsseldorf, het politieke en een belangrijk economisch centrum. In de Rijn stromen onder meer de Ruhr en de Lippe, met daartussen het Ruhrgebied met meer dan vijf miljoen inwoners in een aantal steden en Kreise. Het Ruhrgebied ligt in beide landsdelen, Noordrijn en Westfalen-Lippe. Samen met de steden die aan de Rijn liggen heeft men het over het Rhein-Ruhr-Gebiet met een kleine tien miljoen inwoners.
Die stedelijke agglomeratie wordt omringd door het platteland in het noorden en de middelgebergtes in het zuiden en oosten. Het platteland bestaat voornamelijk uit de Niederrhein (Nederrijn) en de Münsterlander (of: Westfaalse) Bucht. Van de heuvelachtige gebieden genieten de Eifel en het Sauerland grote bekendheid. In het oosten ligt het heuvelachtige Teutoburgerwoud. Het hoogste punt van de deelstaat is de Langenberg (843,2 m). De bekendere Kahler Asten is met 841,9 m net iets lager. Het laagste punt is het dorp Zyfflich bij Kranenburg, vlak bij de Nederlandse grens (9 m boven zeeniveau). De hoogstgelegen dorpskern is Altastenberg (Winterberg) met 774 meter boven NN en de laagstgelegen dorpskern is Bimmen (Kleve) met 12 meter boven NN.
Het meest westelijke punt van Noordrijn-Westfalen ligt in de Selfkant bij Isenbruch, aan de grens bij het Nederlandse Nieuwstadt en Sittard. Dit is gelijk het meest westelijke punt van Duitsland.

## Demografie
Met 17.925.570 inwoners (stand 31 december 2020) is Noordrijn-Westfalen de Duitse deelstaat met de meeste inwoners. Tevens is het met een bevolkingsdichtheid van 525 inwoners per km², met uitzondering van de deelstaten(steden) Berlijn, Hamburg en Bremen, met afstand het dichtstbevolkte Duitse bondsland. Deze bevolkingsdichtheid is ook hoger dan die van Nederland. De bevolking is niet gelijkmatig verspreid over het gebied. Dunbevolkte gebieden zijn Ostwestfalen-Lippe, het Münsterland, evenals de heuvelachtige gebieden in het zuiden. Het Metropoolgebied Rijn-Ruhr is met rond de 10 miljoen inwoners een van de dichtst bevolkte gebieden van Europa. In de volgende tabel staat hoe de bevolking zich ontwikkeld heeft.
| Jaar | Inwoners   |
| ---- | ---------- |
| 1930 | 11.407.000 |
| 1940 | 12.059.000 |
| 1950 | 12.926.000 |
| 1955 | 14.442.000 |
| 1960 | 15.694.000 |
| 1965 | 16.619.450 |
| 1970 | 17.033.651 |

| Jaar | Inwoners   |
| ---- | ---------- |
| 1975 | 17.129.200 |
| 1980 | 17.057.488 |
| 1985 | 16.674.001 |
| 1990 | 17.349.651 |
| 1995 | 17.893.045 |
| 2000 | 18.009.865 |
| 2001 | 18.052.092 |

| Jaar | Inwoners   |
| ---- | ---------- |
| 2002 | 18.076.355 |
| 2003 | 18.079.686 |
| 2004 | 18.075.352 |
| 2005 | 18.058.105 |
| 2006 | 18.028.745 |
| 2007 | 17.996.621 |
| 2008 | 17.933.064 |

| Jaar | Inwoners   |
| ---- | ---------- |
| 2009 | 17.872.763 |
| 2010 | 17 845 154 |
| 2011 | 17.841.956 |
| 2012 | 17.848.113 |
| 2014 | 17.638.098 |
| 2015 | 17.865.516 |
| 2016 | 17.890.100 |

| Jaar | Inwoners   |
| ---- | ---------- |
| 2017 | 17.912.134 |
| 2018 | 17.932.651 |
| 2019 | 17.947.221 |
| 2020 | 17.925.570 |

In 2006 bedroeg het aandeel van de mensen die ouder waren dan 65 jaar, rond de 19,7 procent (1950: 8,8 procent). Het aandeel van de bevolking dat jonger is dan 15 jaar is 14,7 procent (1950: 22,6 procent).
In 2006 had het land ongeveer 8,5 miljoen huishoudens. Het doorsnee huishouden bedroeg daardoor 2,12 personen. In 37 procent van deze huishoudens woont echter maar één persoon. In 1950 had het doorsnee huishouden nog meer dan 3 mensen, dus is net als in de rest van Europa, ook hier het aantal mensen per huishouden verminderd. Het aandeel van de eenpersoonshuishoudens bedroeg in 1950 nog slechts 16,9 procent. Het aandeel van de alleenstaanden is nog groter dan het aandeel van de eenpersoonshuishoudens. In 2006 was rond de 39 procent van de bevolking alleenstaand. Nog slechts een kwart van de bevolking leeft anno 2012 in een „klassiek” gezin met ouders en kinderen.
In 2006 had Noordrijn-Westfalen met 1,36 kinderen per vrouw het op twee na hoogste vruchtbaarheidscijfer van de Duitse deelstaten. In 2007 steeg deze waarde naar 1,39. Er zijn daarbij echter grote regionale verschillen. Relatief hoge waarden van boven de 1,5 zijn er in het meer landelijke noorden en oosten van de deelstaat. De hoogste plaats wordt daarbij ingenomen door de landelijke gemeente Lippe met 1,61 kinderen per vrouw in 2007. Lagere waarden vindt men in het verstedelijkte Roergebied; bijvoorbeeld Bochum met 1,15 of Dortmund met 1,33. De hoogste waarde in het Roergebied heeft Duisburg met 1,45. Remscheid is de stad in Noordrijn-Westfalen met het hoogste vruchtbaarheidscijfer, namelijk 1,56 kinderen per vrouw. Zeer lage waarden treft men aan in de hoofdstad Düsseldorf met 1,29 en de grote stad met de meeste inwoners, namelijk Keulen met 1,26 kinderen per vrouw.
In 2006 bedroeg het aandeel inwoners met een migratie-achtergrond 22,6 procent. Het aandeel van de niet-Duitsers in de totale bevolking was op 31 december 2006 10,6 procent De grootste groepen zijn Turken (580.000 inwoners), Italianen (128.000), Polen (102.000) en Grieken (93.000).

## Economie
De deelstaat staat vooral bekend om het uitgebreide industriële en stedelijke Ruhrgebied (Essen, Dortmund, Duisburg, Oberhausen, Gelsenkirchen en Bochum), maar ook om de aangrenzende stedelijke gebieden langs de Rijn (Krefeld, Düsseldorf, Neuss, Leverkusen, Keulen en Bonn). Samen noemt men dit de Rijn-Ruhrregio en het is de grootste en belangrijkste economische regio van Duitsland. Andere belangrijke steden zijn Bielefeld, Münster, Wuppertal, Mönchengladbach en het historische Aken.
In de jaren 1950 en 1960 stond Noordrijn-Westfalen bekend als „Land van kolen en staal”. In de tijd van het herstel van de West-Duitse economie na de Tweede Wereldoorlog, was het Ruhrgebied een van de belangrijkste industriële regio’s in Europa en speelde een belangrijke rol in het zo genaamde Wirtschaftswunder. Vanaf de late jaren 1960 leidden de herhaalde crises tot krimpen van deze industriële takken. Aan de andere kant groeide de producerende sector aanzienlijk, vooral in de machinebouw en metaalverwerkende industrie.
De deelstaat is sinds circa 2000  ingrijpend veranderd. Hoewel in de steden nog steeds een deel van de oude wijken hoge werkloosheidcijfers kent, is de structurele verandering van een industriële naar kennismaatschappij duidelijk zichtbaar. Deze structurele veranderingen werden van de overheid begeleid door bijvoorbeeld de oprichting van regionale ontwikkelingsmaatschappijen en het landelijke NRW.INVEST, een centraal aanlooppunt voor investeerders in Noordrijn-Westfalen, dat in 1960 werd opgericht als „Besloten Vennootschap voor de Bevordering van de Economie” (Gesellschaft für Wirtschaftsförderung, GfW). Als gevolg is de werkgelegenheid in de dienstverlening en creatieve industrie omhoog gegaan. Industrieel erfgoed is nu werkplek voor ontwerpers, kunstenaars en de reclame-industrie.
De economie in de deelstaat was met een BBP van 543,0 miljard euro in 2010 (21,7 procent van het totale BBP van Duitsland) de economisch sterkste deelstaat in Duitsland en een van de belangrijkste businesscentra in de wereld. Van de top 50 bedrijven in Duitsland zijn 19 gevestigd in Noordrijn-Westfalen. Het is ook een voorname vestigingsplaats voor buitenlandse bedrijven. In 2009 was de deelstaat het doel van de meeste directe buitenlandse investeringen (FDI) in Duitsland. Rond 13.100 buitenlandse bedrijven uit de belangrijkste investeringslanden sturen van Noordrijn-Westfalen hun Duitse of Europese activiteiten. Het totale handelsvolume van Noordrijn-Westfalen op basis van in- en uitvoer bedraagt 340,0 miljard euro (2010). Met een volume van 45,2 miljard euro is Nederland de belangrijkste handelspartner van Noordrijn-Westfalen.

## Religie
Noordrijn-Westfalen is een regio met diverse religieuze groepen. De grootste religieuze groep zijn de katholieke christenen met circa 40 procent van de totale bevolking. De tweede grootste groep zijn evangelische gelovigen (30 procent). De grootste niet-christelijke groepen zijn moslims, ongeveer 3 procent van de totale bevolking. Het percentage niet-kerkelijken is ongeveer 25 procent.

## Toerisme
In Noordrijn-Westfalen zijn met ca. 700 musea verhoudingsgewijs de meeste culturele instellingen in Europa te vinden. Maar ook de musical-mijl, die de grote steden Keulen, Düsseldorf, Duisburg, Essen, Bochum en Dortmund verbindt, een groot aantal orkesten, talrijke pop- en rockconcerten en flinke grote evenementen zijn trekpleisters. Jaarlijkse hoogtepunten zijn carnaval, de vuurwerken op de Rijn („Rhein in Flammen” en „Kölner Lichter”), de Japan-Dag in Düsseldorf, evenementen rondom de industriecultuur (bijvoorbeeld „ExtraSchicht”) en het Beethoven-Festival in Bonn. Naast de grote steden heeft Noordrijn-Westfalen ook vele landbouwgebieden. Het Nationaal Park Eifel en veertien natuurparken beslaan meer dan een kwart van de regio. Vakantie op het platteland wordt voornamelijk in de middelgebergtes van Sauerland, Siegerland-Wittgenstein, Bergisches Land en Eifel doorgebracht. Vele langeafstandwandelroutes, zoals de Rothaarsteig of de Rheinsteig, leiden door de deelstaat en er is een 13.800 kilometer groot fietspadennet.
Er zijn diverse hunebedden in het gebied te vinden, zie ook de Lijst van hunebedden in Noordrijn-Westfalen.

## Geschiedenis

Van links naar rechts in roodtinten: Noord-Rijnland (donker), Westfalen en Lippe in de Britse zone

De deelstaat Noordrijn-Westfalen is gesticht door de Verordnung Nr. 46 - „Auflösung der Provinzen des ehemaligen Landes Preußen in der Britischen Zone und ihre Neubildung als selbständige Länder” van het Brits-geallieerde militaire gezag op 23 augustus 1946. Oorspronkelijk bestond het uit de voormalige Pruisische provincie Westfalen en Noord-Rijnland. Noord-Rijnland was de in 1945 door de geallieerde bezetter afgesplitste noordelijke helft (de Regierungsbezirke Aken, Düsseldorf en Keulen) van de voormalige Pruisische Rijnprovincie.
Eind 1946 verplichtten de Britten de voormalige Freistaat Lippe zich hetzij bij Noordrijn-Westfalen, hetzij bij Nedersaksen aan te sluiten. Na onderhandelingen met beide deelstaten koos Lippe voor het samengaan met Noordrijn-Westfalen. Met het van kracht worden van de Verordnung Nr. 77 van de Britse militaire regering werd Lippe op 21 januari 1947 met Noordrijn-Westfalen verenigd.

## Bestuurlijke indeling
Noordrijn-Westfalen is de deelstaat met de meeste bestuurslagen. Bijzonder voor deze deelstaat zijn de Landschaftsverbände. In zekere zin zijn ze gebaseerd op de twee voormalige Pruisische provincies Rijnland en Westfalen.

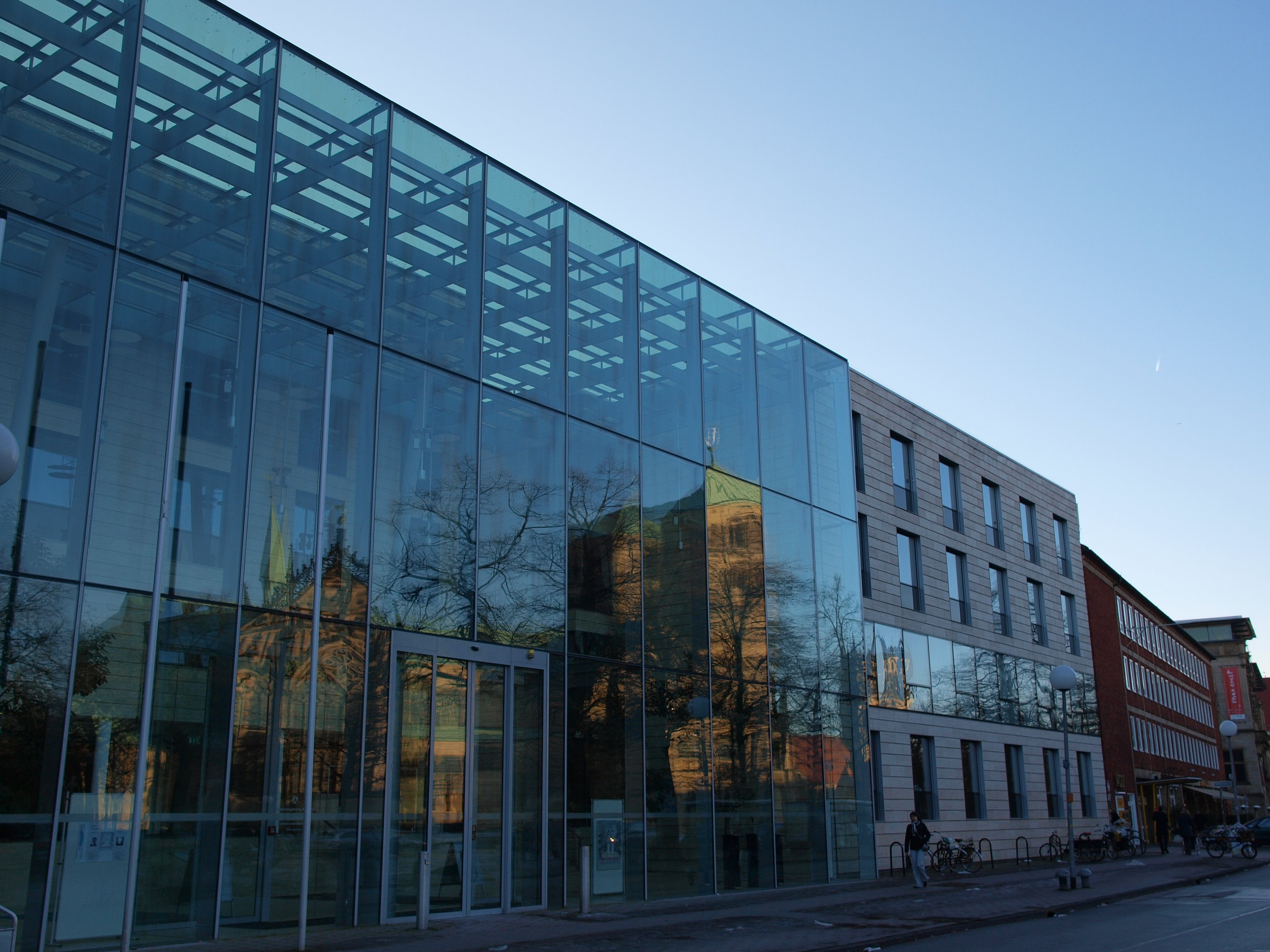
Gebouw van de Bezirksregierung in Münster

De bestuurslagen in overzicht, in volgorde van de geografische uitbreiding:
- De deelstaat zelf met de staatsorganen zoals de deelstaatregering en de Landdag in Düsseldorf.
- De twee Landschaftsverbände (ev. Landschaftsverband) Rijnland en Westfalen-Lippe. Ze beheren onder meer belangrijke musea en ziekenhuizen. Ze hebben volksvertegenwoordigingen die door de lokale parlementen worden gekozen.
- De vijf Regierungsbezirke Arnsberg, Detmold, Düsseldorf, Keulen (Köln), Münster. Ze zijn regionale armen van de deelstaatregering en brengen een zekere decentralisatie met zich mee. Ze hebben Regionalräte als volksvertegenwoordigingen, gekozen eveneens (vooral) door de lokale parlementen. Het hoofd van een Regierungsbezirk is de Regierungspräsident en wordt benoemd door de deelstaatregering.
- De 31 Kreise (districten) en 23 kreisfreie Städte (soms „stadsdistricten” in het Nederlands). Ze nemen veel taken over waar de gemeenten te klein voor zijn. Een Kreis heeft als parlement een Kreistag en als leider de Landrat (een persoon). Een kreisfreie Stadt heeft een Stadtrat en een Oberbürgermeister.
- Een Kreis bestaat uit meerdere gemeenten, ieder met een Stadtrat of Gemeinderat en een Bürgermeister. Binnen een kreisfreie Stadt bestaan Stadtbezirke.

Sommige gemeenten mogen zich Stadt (stad) noemen. Deze historische uitdrukking is verder niet meer van belang. De meeste grote gemeenten heten wel stad. Bonn mag zich Bundesstadt noemen, als dank voor de rol die deze stad als zetel van de federale organen in 1949-1999 (en daarna) heeft gespeeld.
In 1997 bestond Noordrijn-Westfalen uit 396 gemeenten, inclusief de kreisfreie Städte.

### Kreise
1. Stadsregio Aken (Aachen)
2. Borken
3. Coesfeld
4. Düren
5. Ennepe-Ruhr-Kreis
6. Rhein-Erft-Kreis (voorheen Erftkreis)
7. Euskirchen
8. Gütersloh
9. Heinsberg
10. Herford
11. Hochsauerlandkreis
12. Höxter
13. Kleve (Kleef)
14. Lippe
15. Märkischer Kreis
16. Mettmann
17. Minden-Lübbecke
18. Rhein-Kreis Neuss
19. Oberbergischer Kreis
20. Olpe
21. Paderborn
22. Recklinghausen
23. Rheinisch-Bergischer Kreis
24. Rhein-Sieg-Kreis
25. Siegen-Wittgenstein
26. Soest
27. Steinfurt
28. Unna
29. Viersen
30. Warendorf
31. Wesel

### Kreisfreie Städte
1. Aken (Aachen)*
2. Bielefeld
3. Bochum
4. Bonn
5. Bottrop
6. Keulen (Köln)
7. Dortmund
8. Duisburg
9. Düsseldorf
10. Essen
11. Gelsenkirchen
12. Hagen
13. Hamm
14. Herne
15. Krefeld
16. Leverkusen
17. Mönchengladbach
18. Mülheim an der Ruhr
19. Münster
20. Oberhausen
21. Remscheid
22. Solingen
23. Wuppertal

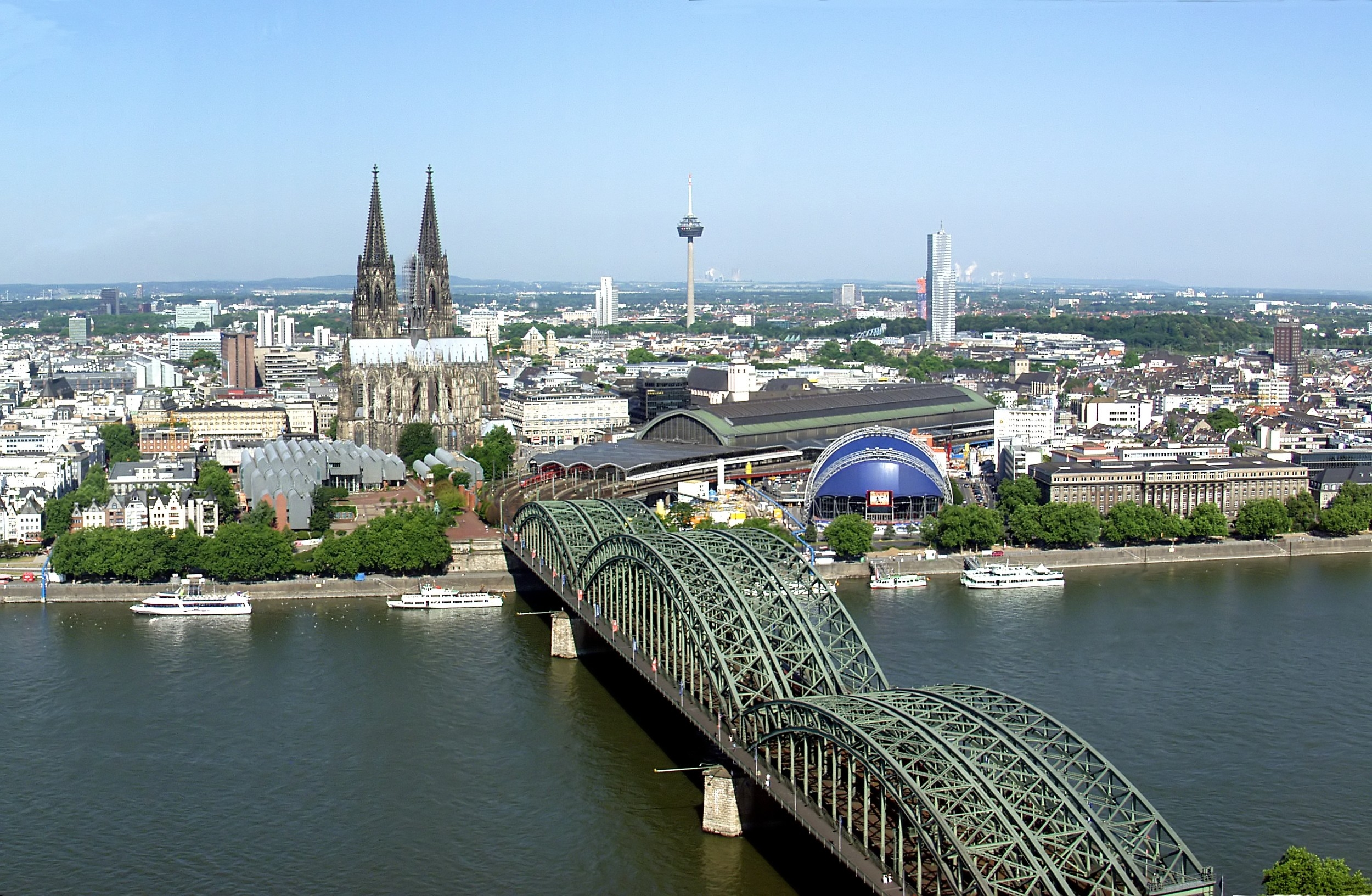
Keulen, de grootste stad van de deelstaat

* Aken is onderdeel van de Stadsregio Aken, maar heeft daarbinnen nog steeds de positie van Kreisfreie stad.

## Gebieden
- Ebbe
- Eggegebergte (Eggegebirge)
- Eifel
- Münsterland
- Nederrijn (Niederrhein)
- Rijnland (Rheinland)
- Rothaargebergte (Rothaargebirge)
- Sauerland
- Siegerland
- Teutoburgerwoud (Teutoburger Wald)
- Weserbergland
- Westerwald

## Politiek

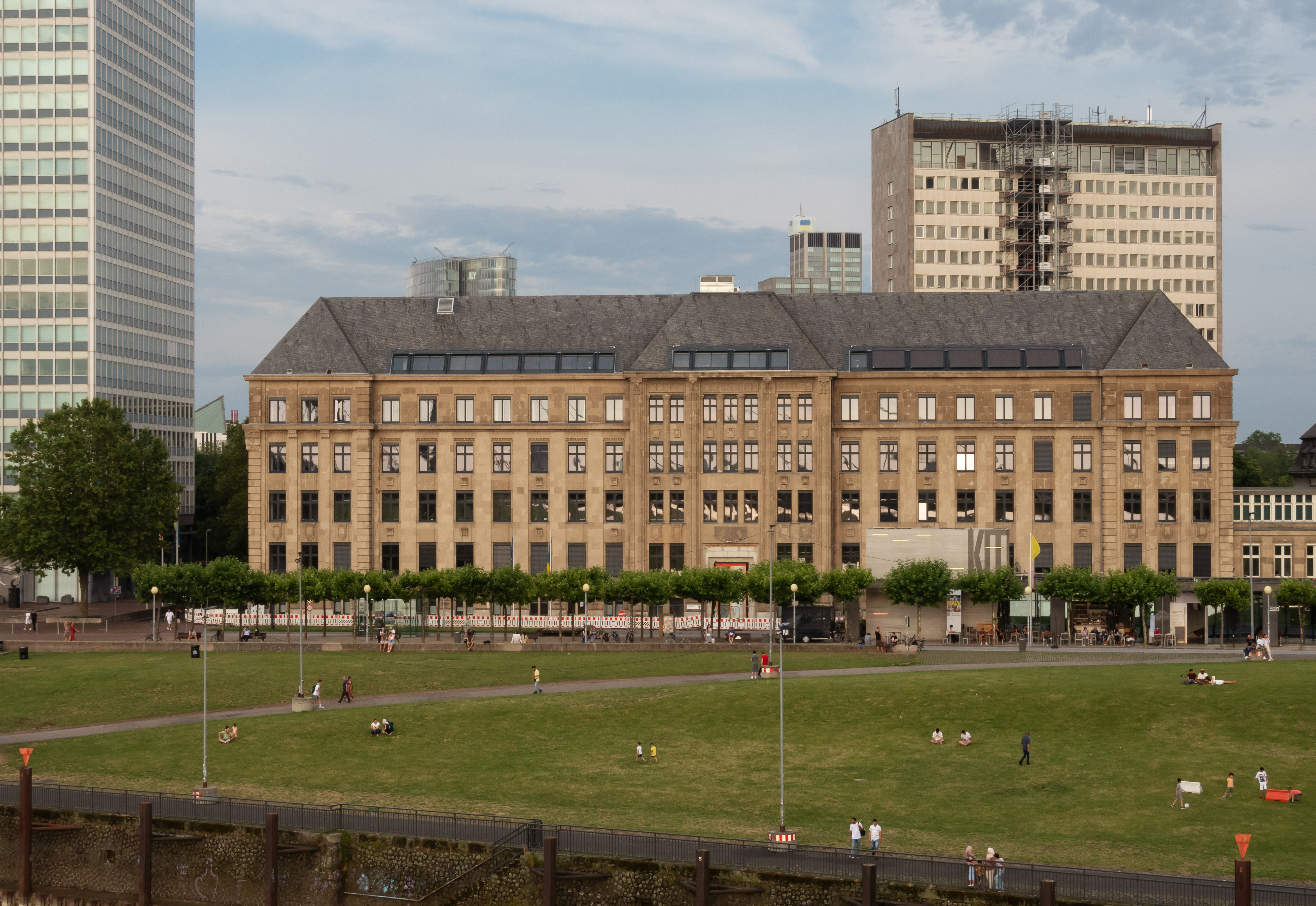
Düsseldorf, Staatskanzlei des Landes Nordrhein-Westfalen

De eerste jaren waren de minister-presidenten meestal lid van de CDU. In de jaren 50 speelde ook de katholieke Zentrumpartei nog een rol. Vanaf 1966 volgde een lange periode van SPD-minister-presidenten. In 2005-2010 regeerde sinds lange tijd weer een coalitie van CDU en FDP.
Na de verkiezingen in 2010 trad een minderheidskabinet aan bestaande uit de Sozialdemokratische Partei Deutschlands en Bündnis 90/Die Grünen onder leiding van Hannelore Kraft (SPD). Nadat deze regering was gevallen, vonden vervroegde verkiezingen plaats. De coalitiepartijen kregen nu een meerderheid van stemmen en zetels, waardoor de coalitie kon worden voortgezet, nu zonder gedoogsteun. Bij de verkiezingen van 2017 verloren beide partijen sterk en vormden CDU en FDP een regering. De nieuwe minister-president werd in juni 2017 Armin Laschet. Hij vertrok in het voorjaar van 2021 om als partijleider van de landelijke CDU de verkiezingen in te gaan. Vanaf 27 oktober 2021 ging dezelfde regering verder onder leiding van christendemocraat Hendrik Wüst.
Bij de verkiezingen van 16 mei 2022 kreeg de zwart-gele regering geen meerderheid meer, vooral vanwege enorme verliezen voor de FDP. De CDU werd onder leiding van Wüst opnieuw de grootste partij. Met de liberalen was geen meerderheid meer te vormen, waardoor er met de Groenen voor het eerst een kiwi-coalitie (Schwarz-Grün) in de deelstaat werd gevormd. 

### Wetgevende macht
De wetgevende macht ligt in handen van de Landdag van Noordrijn-Westfalen. De laatste verkiezingen vonden op 15 mei 2022 plaats.

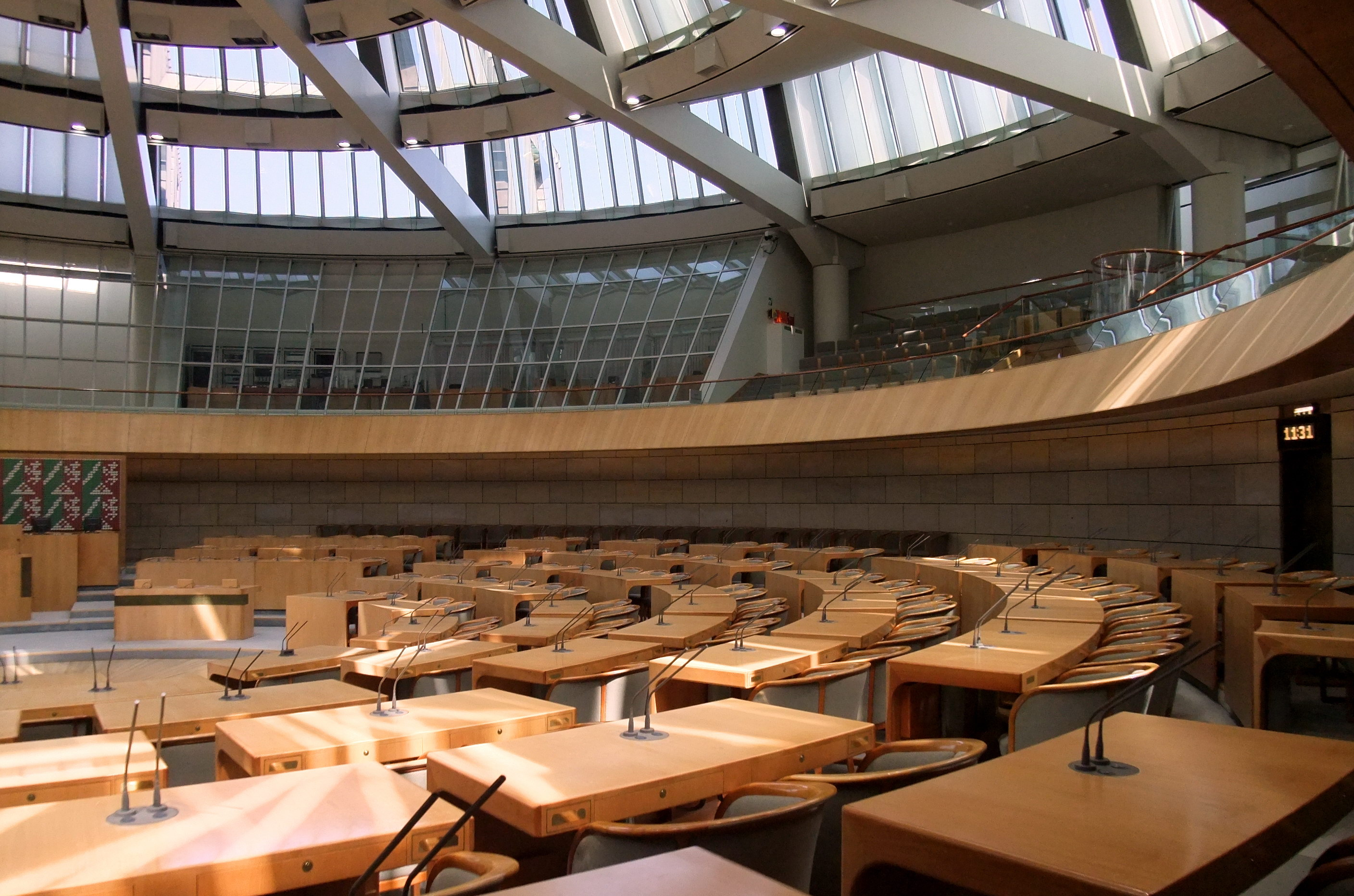
Interieur van de Landdag in Düsseldorf

| Partij                | 2010 | 2012 | 2017 | 2022 |
| --------------------- | ---- | ---- | ---- | ---- |
| CDU                   | 67   | 67   | 72   | 76   |
| SPD                   | 67   | 99   | 69   | 56   |
| FDP                   | 13   | 22   | 28   | 12   |
| AfD                   | –    | –    | 16   | 12   |
| Bündnis 90/Die Grünen | 23   | 29   | 14   | 39   |
| Piraten               | –    | 20   | –    | –    |
| Die Linke             | 11   | –    | –    | –    |
| Totaal                | 181  | 237  | 199  | 195  |